# This Moment
"This Moment" är en balladlåt som Marie Picasso sjöng i finalen av Idol 2007 och var den säsongens så kallade vinnarlåt. Marie Picasso vann tävlingen i Globen i Stockholm den 7 december 2007, och singeln släpptes dagen därpå. Melodin testades på Svensktoppen, där den låg på listan under perioden 13 januari -10 februari 2008 , med tredjeplats som högsta placering.
Inför finalen hade låten även spelats in av Amanda Jenssen och Andreas Sjöberg ifall de skulle segra.
Sången var ursprungligen tänkt att framföras i Melodifestivalen 2008 av Carola Häggkvist, som dock tackade nej under hösten 2007.

## Listplaceringar
| Lista (2007-2008) | Topplacering |
| ----------------- | ------------ |
| Sverige           | 1            |